# 설리 알리 문타리
슐레이만 알리 "설리" 문타리(영어: Suleyman Ali "Sulley" Muntari, 1984년 8월 27일 ~ )는 가나의 은퇴한 축구 선수이다.

## 선수 경력
술레이 알리 문타리는 가나의 리버티 프로페셔널즈 유스 팀에서 선수 생활을 시작해 2001년 FIFA 세계 청소년 축구 선수권 대회 가나 대표팀 선수 명단에 포함되었다. 준준결승전에선 카카가 이끄는 브라질을 꺾었고, 결승전에선 개최국 아르헨티나에 패배하기 전까지는 팀의 무패 행진을 이끌었다
이 활약으로 잉글랜드 프리미어리그의 맨체스터 유나이티드를 시작으로 여러 클럽들의 관심을 받았으나, 최종적으로는 이탈리아 세리에 A의 우디네세에 입단하였다. 2002-2003 시즌 AC 밀란과의 경기에서 세리에 A 데뷔전을 치렀고, 이 해 6월에는 가나 대표팀 데뷔전을 치렀다.
2002-2003 시즌부터 감독으로 취임한 루차노 스팔레티 감독 아래 팀은 2002-2003 시즌 5위, 2003-2004 시즌 7위, 2004-2005 시즌 4위의 좋은 성적을 유지했고, 문타리는 팀의 핵심으로 활약하였다. 2005-2006 시즌에는 UEFA 챔피언스리그 무대도 경험해 대표팀에서 중심 선수가 되기에 이르렀고, 2006년 FIFA 월드컵에 출전해 체코 축구 국가대표팀을 상대로 골을 넣는 등 팀의 조별 리그 통과에 공헌하였다. 16강전 브라질과의 경기에선 0-3으로 패했지만, 스티븐 아피아와 마이클 에시엔과 함께 가나 대표팀의 주축으로 뛰었다.
한편 스팔레티가 세리에 A의 AS 로마 감독으로 간 뒤 우디네세는 성적 부진이 계속되었고, 문타리는 세리에 A의 빅 클럽으로부터 오퍼도 있었지만, 프리미어리그에서의 선수 생활을 희망해 2007년 5월 평소 오퍼를 받고 있던 포츠머스로 이적하였다.
2008년 7월에는 인터 밀란으로 이적해 4년 계약을 맺었다.
그렇지만 인테르에서 이렇다한 모습을 보여주지 못 하였다.
특히 3월 12일에 있었던 칼초 카타니아와의 경기에서 교체로 들어와 1분 만에 퇴장을 당하면서 팀의 패배에 기여를 하였다.
결국 2011년 1월에는 선덜랜드로 임대되었다. 하지만 복귀 후, 점차 주전 경쟁에서 밀려난 모습을 보이면서 잉여자원이 되었고, 결국 2012년 1월에는 미드필더진의 붕괴로 고민하던 AC 밀란으로 임대되었다.

## 사생활
2011년 대한민국 축구 국가대표팀과의 평가전을 위해 가나 축구 국가대표팀의 일원으로 방문했을 때 자신을 FC 서울의 팬이라고 밝혀 화제가 되었다.
가나 출신의 무슬림으로 그의 동생인 슐레이 무니루도 축구선수로 주로 루마니아에서 선수생활을 하였다.

## 경력
- 2001년 FIFA 세계 청소년 축구 선수권 대회 국가대표
- 2006년 FIFA 월드컵 국가대표
- 2008년 아프리카 네이션스컵 국가대표
- 2010년 FIFA 월드컵 국가대표
- 2012년 아프리카 네이션스컵 국가대표
- 2014년 FIFA 월드컵 국가대표

## 수상
포츠머스
- FA컵 : 우승 (2007-08)

 인테르나치오날레
- 세리에 A : 우승 (2008-09, 2009-10)
- 코파 이탈리아 : 우승 (2009-10)
- 수페르코파 이탈리아나 : 우승 (2008, 2010), 준우승 (2009, 2011)
- UEFA 챔피언스리그 : 우승 (2009-10)
- FIFA 클럽 월드컵 : 우승 (2010)

 가나
- FIFA 세계 청소년 축구 선수권 대회 : 준우승 (2001)
- 아프리카 네이션스컵 : 3위 (2008), 4위 (2012)

개인
- 아프리카 네이션스컵 베스트 XI : 2008